# Conacul Cristi-Korotnev
Conacul Cristi-Korotnev este un conac amplasat pe str. Labirintului, 15 în Lupa-Recea, raionul Strășeni, Republica Moldova. Este un monument istoric și arhitectural de importanță națională inclus în Registrul monumentelor Republicii Moldova ocrotite de stat cu nr. 1390.1 (raionul Strășeni). Datează de la sf. sec. XIX.